# Maison Messidan
La maison Messidan est un immeuble particulier situé à Saint-Macaire, en France.

## Localisation
Le bâtiment est située dans le département français de la Gironde, sur la commune de Saint-Macaire, au cœur de la vieille ville, au numéro 15 de la rue de l'Amiral Courbet, à l'angle de la poterne de Corne.

L'édifice, construit entre XIIIe et XIVe siècles, est une maison forte remarquable pour une cave voûtée d'arêtes divisée en deux travées séparées par deux piles octogonales et ressemblant à une salle capitulaire ; il est classé au titre des monuments historiques par arrêté en 1889 en totalité.